# 천재환
천재환(1994년 4월 1일 ~ )은 KBO 리그 NC 다이노스의 외야수이다.

## 아마추어 시절
화순고등학교 시절 김정빈, 최민재와 함께 팀의 간판 선수였고, 3학년 때인 2012년에는 투타 겸업을 했다. 타자로 17경기에 출전해 타율 0.364, 11도루, 투수로 12경기에 등판해 3승 2패, 평균자책점 3.00을 기록했다. 고려대학교에 진학해 4학년 때 부진한 성적으로 프로에서 지명받지 못했다.

## NC 다이노스시절
2017년에 입단하였다.
2018년에 방출 후 군에 입대했고, 2020년에 전역했다.
2021년에 재입단하였다.
2022년 7월 5일 한화 이글스와의 경기에 출전하며 데뷔 첫 경기를 치렀고, 경기 후반에 대주자로 출전해 결승 득점을 기록했다. 다음 날인 7월 6일에는 데뷔 첫 안타를 내야 안타로 기록했다.

### 2024년 시즌
5월 19일 1군에서 말소됐다. 전반기 33경기 출장해 13안타(1홈런) 8타점 8득점 타율 0.283을 기록했다.
7월 10일 손아섭의 부상으로 1군에 등록됐다. 7월 26일 박건우 마저 부상으로 이탈하면서 주전 우익수로 출장하게됐다. 8월 9일 LG 트윈스와의 경기에서 4회초 이지강을 상대로 2점 홈런(시즌 2호)을 기록했다. 9월 19일 한화 이글스와의 경기에서 류현진을 상대로 2사 만루에서 홈런을 기록했다. 개인 통산 첫 만루 홈런이자 시즌 4호 홈런이었다. 8월 20안타 1홈런 11타점 타율 0.282, 9월 24안타 3홈런 12타점 타율 0.300을 기록했다.
후반기 56경기 출장해 48안타(4홈런) 25타점 23득점 타율 0.284를 기록했다.
89경기 출장해 61안타(5홈런) 33타점 31득점 타율 0.284 장타율 0.405 출루율 0.335를 기록했다. 전반기에는 주로 대수비, 대주자 요원으로 출전했으나, 손아섭, 박건우의 부상이후 주전 외야수로 활약했다.

## 출신 학교
- 대전신흥초등학교
- 공주중학교
- 화순고등학교
- 고려대학교예체능과졸

## 통산 기록
| 연도 | 팀명  | 타율  | 경기 | 타수 | 득점 | 안타 | 2루타 | 3루타 | 홈런 | 루타 | 타점 | 도루 | 도실 | 볼넷 | 사구 | 삼진 | 병살 | 실책 |
| ---- | ----- | ----- | ---- | ---- | ---- | ---- | ----- | ----- | ---- | ---- | ---- | ---- | ---- | ---- | ---- | ---- | ---- | ---- |
| 2022 | NC    | 0.143 | 29   | 35   | 4    | 5    | 1     | 0     | 1    | 9    | 1    | 1    | 0    | 0    | 1    | 11   | 1    | 0    |
| 2023 | NC    | 0.239 | 78   | 163  | 12   | 39   | 7     | 1     | 2    | 54   | 17   | 2    | 3    | 8    | 4    | 44   | 5    | 0    |
| 2024 | NC    | 0.284 | 89   | 215  | 31   | 61   | 9     | 1     | 5    | 87   | 33   | 8    | 2    | 13   | 4    | 52   | 7    | 2    |
| 통산 | 3시즌 | 0.254 | 196  | 413  | 47   | 105  | 17    | 2     | 8    | 150  | 51   | 11   | 5    | 21   | 9    | 107  | 13   | 2    |